# 729034 Yinqiang
729034 Yinqiang este o planetă minoră (asteroid) din centura de asteroizi. A fost descoperită pe 26 decembrie 2010 la  de . 
Obiectul prezintă o orbită caracterizată de o semiaxă mare de 3,1566813414164 UAi, o excentricitate de 0,20553985403407, o înclinație de 16,509045467684 ° în raport cu ecliptica.